# Dansk Varmblod (organisation)
 For alternative betydninger, se Dansk Varmblod. (Se også artikler, som begynder med Dansk Varmblod)
Dansk Varmblod (DV) er en organisation for brugere og avlere af rideheste.

## Ekstern henvisning
Dansk varmblod